# 病理専門医
病理専門医（びょうりせんもんい）とは、日本病理学会が認定する、病理診断を行う専門職。専門医資格の一つ。1970年（昭和45年）に認定病理医制度として発足した。2002年に専門医制度に組み込まれ、呼称が認定病理医から病理専門医に変更された。

## 概要
病理医となるには、前提として大学医学部医学科(6年制)を修了し、医師国家試験に合格して医師免許取得後、初期臨床研修に2年間従事し、その後に病理研修プログラムに則り、以下の基準を満たす必要がある。
- 3年以上の病理診断歴[1]
- 24例以上の病理解剖 (主執刀かつ診断報告書作成まで含む。死体解剖資格取得[2]も必須。)
- 5000件以上の病理診断経験
- 50件以上の迅速病理診断（術中病理診断）
- 1000件以上の細胞診経験
- 人体病理学に関する3編以上の学会発表・論文等の業績（共著も含まれるが、うち1編は筆頭である必要あり。また3編中1編以上は論文が必須。）
- 診断講習会(病理診断・剖検・細胞診・分子病理)への参加
- CPCを4例以上担当し、報告書を提出

上記等の経験を積んだ後に、日本病理学会が行う専門医試験に合格することで取得することが出来る。受験資格として認められる研修は病理学会が認定する日本病理学会認定施設で行われてきたが、現在では新専門医制度が開始され、日本専門医機構と日本病理学会が認定した基幹病院を中心とした研修病院に勤務する必要がある。
近年の変更点としては、2005年度以降の医籍登録者は、2年の初期臨床研修が病理専門医試験の受験資格に加えられたことや、2015年度より研修期間が4年から3年に短縮され、研修内容的には必要剖検数が40例から30例になり、専門医取得後に指導的立場として追加で10例行うことに変更された。上述の通り、2018年度より正式に日本専門医機構の新専門医制度に移行し、特定の基幹施設のプログラムを修了する点が大幅な変更である。
なお、歯科医師の場合には日本病理学会が認定する口腔病理専門歯科医制度がある。
古くは病理医といえば解剖医との印象が一般的であった。近年は組織や細胞診生検材料の病変診断、手術時に行う迅速病理診断、摘出された臓器の詳細な病理診断の比重が増しており、細胞や組織を顕微鏡等で見て病変の有無や広がり、良性・悪性の区別、組織型などを診断する専門家として治療方針決定などにもかかわるようになっている。

### 課題
病理診断科が標榜診療科となり、病理診断は名実ともに医行為となった。医学病理学講座(教室)は医療機関ではないので、講座で病理学研究に携わりながら病理診断の修練を積むための制度や環境を整備する必要がある。たとえば大学病院病理診断科の病理専門医育成機関としての整備、市中病院での病理診断科開設誘導等が病理医育成には欠かせない。また多くの病理診断が病理学的検査に含まれ、医療機関からコマーシャルラボ等に外部委託されている現状の改善を急ぐ必要がある。
また、がん診療の質的向上や病理解剖診断等で病理医が果たしている役割について社会に伝え、病理診断に関する診療報酬の充実や病理診断を担当する病理医の育成についても社会の理解を得る必要がある。
日本の病理医数はアメリカの約1/5(人口10万人当たりの病理医数：米国7.9人、日本1.4人)であり、病理医は絶対的に不足していると言われている。またアメリカでは病理診断医の多くが臓器別に専門特化することが多いが、日本では一人の病理医が全臓器の診断を担当する。病理診断科が標榜診療科目として広がっておらず、また病理診断関連診療報酬が低く、病理診断科が成り立っていないことなど、を改善して若手医師が病理を専門として選択できるような病理診断体制を確立する必要がある。なおドイツでは2012年医療供給構造法で、特殊な専門医である病理医は12万919人に一人(10万人当たり0.83人)とされている。